# Alvhem
Alvhem  è una piccola area che si trova nel comune di Ale nella contea di Västra Götaland.